# Hydroptila chelops
Hydroptila chelops är en nattsländeart som beskrevs av Harris 1985. Hydroptila chelops ingår i släktet Hydroptila och familjen smånattsländor. Inga underarter finns listade i Catalogue of Life.